# Wereldkampioenschappen jiujitsu 2010
De wereldkampioenschappen jiujitsu 2010 waren door de Ju-Jitsu International Federation (JJIF) georganiseerde kampioenschappen voor jiujitsuka's. De negende editie van de wereldkampioenschappen vond plaats van 27 tot 28 november 2010 in het Russische Sint-Petersburg.

## Uitslagen

### Heren
| Gewichtsklasse | Goud             | Zilver           | Brons              | Brons           |
| -------------- | ---------------- | ---------------- | ------------------ | --------------- |
| –62 kg         | Pavel Korzhavykh | Oliver Haider    | André Hürlimann    | Zlatko Tsvetkov |
| –69 kg         | Dmitry Beshenets | Mathias Willard  | Marek Kręcielewski | Sébastien Marty |
| –77 kg         | Mario Staller    | Igor Rudnev      | Danny Mathiasen    | Percy Kunsa     |
| –85 kg         | Tomasz Krajewski | Masoud Jalilvand | Clifton Struiken   | Franck Vatan    |
| –94 kg         | Sergey Kunashov  | Mohsen Hamidi    | Benjamin Lah       | Tomasz Szewczak |
| +94 kg         | Yegor Stepanov   | Carlo Clemens    | Frédéric Husson    | Gertjan Hofland |

### Dames
| Gewichtsklasse | Goud               | Zilver            | Brons            | Brons             |
| -------------- | ------------------ | ----------------- | ---------------- | ----------------- |
| –55 kg         | Mandy Sonnemann    | Martyna Bierońska | Lee Ching-yi     | Anastasia Tonelli |
| –62 kg         | Heleen Baars       | Tamara Strnad     | Carina Neupert   | Séverine Nébié    |
| –70 kg         | Aleksandra Ivanova | Jeanne Rasmussen  | Marielle Pruvost | Manuela Lukas     |
| +70 kg         | Alla Paderina      | Sabina Predovnik  | Iris Oppelt      | Albertine Los     |

### Duo's
| Categorie | Goud                        | Zilver                          | Brons                               | Brons                             |
| --------- | --------------------------- | ------------------------------- | ----------------------------------- | --------------------------------- |
| Heren     | Peter Rigert André Schwery  | Enrique Sánchez Alberto Yagüe   | Ruben Assmann Johan de Gier         | Dries Beyer Raphael Rochner       |
| Dames     | Alexandra Erni Antonia Erni | Isabelle Bacon Patricia Floquet | Mirnesa Bećirović Mirneta Bećirović | Genoveva Galan Cătălina Mihalache |
| Gemengd   | Ruben Assmann Aarti Baran   | Yazid Dalaa Wendy Driesen       | Michele Vallieri Sara Paganini      | Nicolas Perea Aurore Perea        |

1994 ·
1996 ·
1998 ·
2000 ·
2002 ·
2004 ·
2006 ·
2008 ·
2010 ·
2011 ·
2012 ·
2014 ·
2015 ·
2016 ·
2017 ·
2018 ·
2019 ·
2021 ·
2022